# Hermann Streit
Hermann Streit (* 19. Juni 1909 in Greisitz; † 21. November 1996 in Berlin) war ein deutscher Spanienkämpfer und Politiker (SED). Er war von 1950 bis 1958 Staatssekretär für Erfassung und Aufkauf landwirtschaftlicher Erzeugnisse im Ministerium für Handel und Versorgung der DDR.

## Leben
Streit, Sohn eines Fabrikarbeiters, wurde nach dem Besuch der Volksschule von 1923 bis 1925 zum Textilarbeiter ausgebildet. Er wurde 1927 Mitglied des Kommunistischen Jugendverbandes Deutschlands (KJVD) und der Kommunistischen Partei Deutschlands (KPD) und ehrenamtlicher KPD-Funktionär. Streit wurde 1930 verhaftet und wegen „schweren Aufruhrs“ zu neun Monaten Gefängnis verurteilt. In einem zweiten Prozess 1930 wurde er wegen „schwerer und gefährlicher Körperverletzung mit Todesfolge“ bei einer Auseinandersetzung mit der SA zu 21 Monaten Gefängnis verurteilt. Nach seiner Entlassung aus dem Gefängnis im Sommer 1932 war er bis März 1933 Org.-Leiter der KPD Breslau.
Nach der Machtergreifung der Nationalsozialisten leistete er ab März 1933 illegale Widerstandsarbeit als Instrukteur der KPD-Bezirksleitung Breslau. Im Januar 1934 emigrierte er in die UdSSR. Dort erhielt er 1934/35 eine Ausbildung zum Dreher in der Landwirtschaftlichen Maschinenfabrik in Saratow. 1935/36 war er Schüler der Kommunistischen Universität der nationalen Minderheiten des Westens (KUNMS) in Moskau. Im September 1936 ging er nach Spanien und nahm als Interbrigadist am Spanischen Bürgerkrieg teil. Er war von September 1936 bis März 1937 Leiter der Kaderarbeit im Thälmann-Bataillon. Anschließend war er für die Zensur der gesamten deutschsprachigen Korrespondenz der Interbrigaden in Albacete zuständig. Nach einem Lehrgang an der Offiziersschule Pozo Rubio in Albacete wurde er deutscher Instrukteur der XI. Brigade. Anfang April 1938 geriet er bei Batea (Parragona) in Gefangenschaft und war bis 1941 in Spanien interniert. Im November 1941 wurde er  an die Gestapo ausgeliefert und nach Deutschland überstellt. 1942 wurde er wegen „Vorbereitung  zum Hochverrat“ zu zwei Jahren Gefängnis verurteilt. Er verbüßte die Haftstrafe in Liegnitz, Breslau und Glatz und wurde 1944 in das KZ Mauthausen verbracht, wo er Blockältester, Mitglied der illegalen Parteileitung und später Mitglied der illegalen Militärleitung war.
Nach seiner Befreiung ging er im Juli 1945 nach Berlin. Er wurde wieder Mitglied der KPD und 1946 der Sozialistischen Einheitspartei Deutschlands (SED). Am 1. März 1946 wurde er als Nachfolger von Heinrich Rau Leiter der Abteilung Ernährung, Landwirtschaft und Forsten der Provinzialverwaltung Brandenburg, dann ab 1. Januar 1949 als Hauptabteilungsleiter für Handel und Versorgung bzw. Ministerialdirektor und stellvertretender Minister im Ministerium für Wirtschaftsplanung der Landesregierung Brandenburg. Nach seiner Absetzung war er kurze Zeit bis April 1949 Hauptgeschäftsführer der Zentralen Leitung der Handelsorganisation (HO). In diesem Amt wurde er von Paul Baender abgelöst.
Bei der Teilung der Hauptverwaltung Handel und Versorgung der Deutschen Wirtschaftskommission (DWK) in drei selbständige Hauptverwaltungen im Mai 1949 wurde er Leiter der Hauptverwaltung Erfassung und Aufkauf landwirtschaftlicher Erzeugnisse der DWK. Nach Gründung der DDR im Oktober 1949 war er Leiter der Hauptabteilung Erfassung und Aufkauf landwirtschaftlicher Erzeugnisse im Ministerium für Handel und Versorgung. Am 15. November 1950 wurde er bei der Neubildung der Regierung Grotewohl Staatssekretär des selbständigen Staatssekretariats für Erfassung u. Aufkauf landwirtschaftlicher Erzeugnisse. Am 24. September 1958 wurde er von dieser Funktion entbunden und Helmut Koch zu seinem Nachfolger berufen.
Streit wurde bereits am 19. Februar 1958 bei der Neukonstituierung der Staatlichen Plankommission (SPK) als Mitglied der SPK und Leiter der Abteilung Land- und Forstwirtschaft berufen und übte diese Funktion bis 1965 aus. 
Ab 1965 war er Rentner und Wissenschaftlicher Mitarbeiter des Staatlichen Komitees für Aufkauf und Verarbeitung landwirtschaftlicher Erzeugnisse beim Landwirtschaftsrat der DDR. Er lebte zuletzt in Lehnitz.

## Auszeichnungen
- 6. Mai 1955 und 1959 Vaterländischer Verdienstorden in Silber und 1969 in Gold
- 1956 Hans-Beimler-Medaille
- 1958 Medaille für Kämpfer gegen den Faschismus 1933 bis 1945
- 1958 Orden Banner der Arbeit
- 1965 Erinnerungsmedaille 20. Jahrestag der Bodenreform – demokratische Bodenreform
- 1974 Karl-Marx-Orden
- 1979 Ehrenspange zum Vaterländischer Verdienstorden in Gold
- 1984 Orden Stern der Völkerfreundschaft in Gold